# Пульке
Пу́льке (исп. pulque) МФА: 'pulkeо файле — алкогольный напиток крепостью 2 — 8 %, получаемый из забродившего сока Агавы американской (магея, магуэя). На территории центральной Мексики пульке производят более тысячи лет. Пульке имеет молочно-белый цвет, вязкую консистенцию и кисловатый дрожжевой привкус. История производства пульке уходит корнями в доколумбов период: в Мезоамерике пульке считался священным напитком, а употреблять его можно было только ограниченному кругу лиц. После испанского завоевания Мексики этот напиток стал доступен всем, и его потребление сильно увеличилось. Максимума популярность пульке достигла в конце XIX века. В XX веке пульке стал уступать пиву и другим европейским напиткам, однако имеются попытки увеличить его популярность за счёт туристов.

## Изготовление

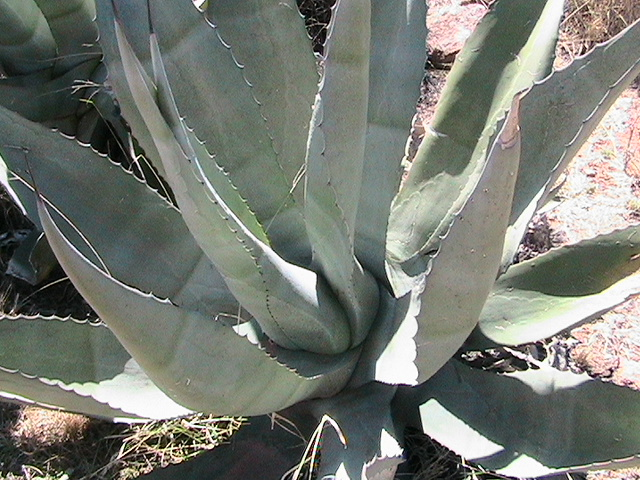
Агава американская

Пульке производят из сока некоторых видов агавы, в отличие от мескаля, который делают из запечённой сердцевины агавы, а также текилы (разновидность мескаля), которую производят только из Агавы текильной. Пульке можно приготовить из шести видов Агавы американской.
Производство пульке — долгий и требующий большой тщательности процесс. Перед достижением зрелости из центральной части растения агавы начинает расти почка соцветия, в ней растение запасает сахара́ , чтобы позже выбросить шестиметровую стрелку с цветами. Для приготовления пульке почку срезают, оставляя лунку 20—45 см в диаметре; там на протяжении 4—6 месяцев собирается сладкий сок (до 1000 литров с растения). Процесс ферментации должен начаться непосредственно внутри растения. Сок собирают стальными черпаками, исторически его отсасывали через трубки, сделанные из тыквы-горлянки. Агава должна расти примерно 12 лет для того, чтобы из неё можно было сделать пульке. Процесс сбора сока уничтожает растение.

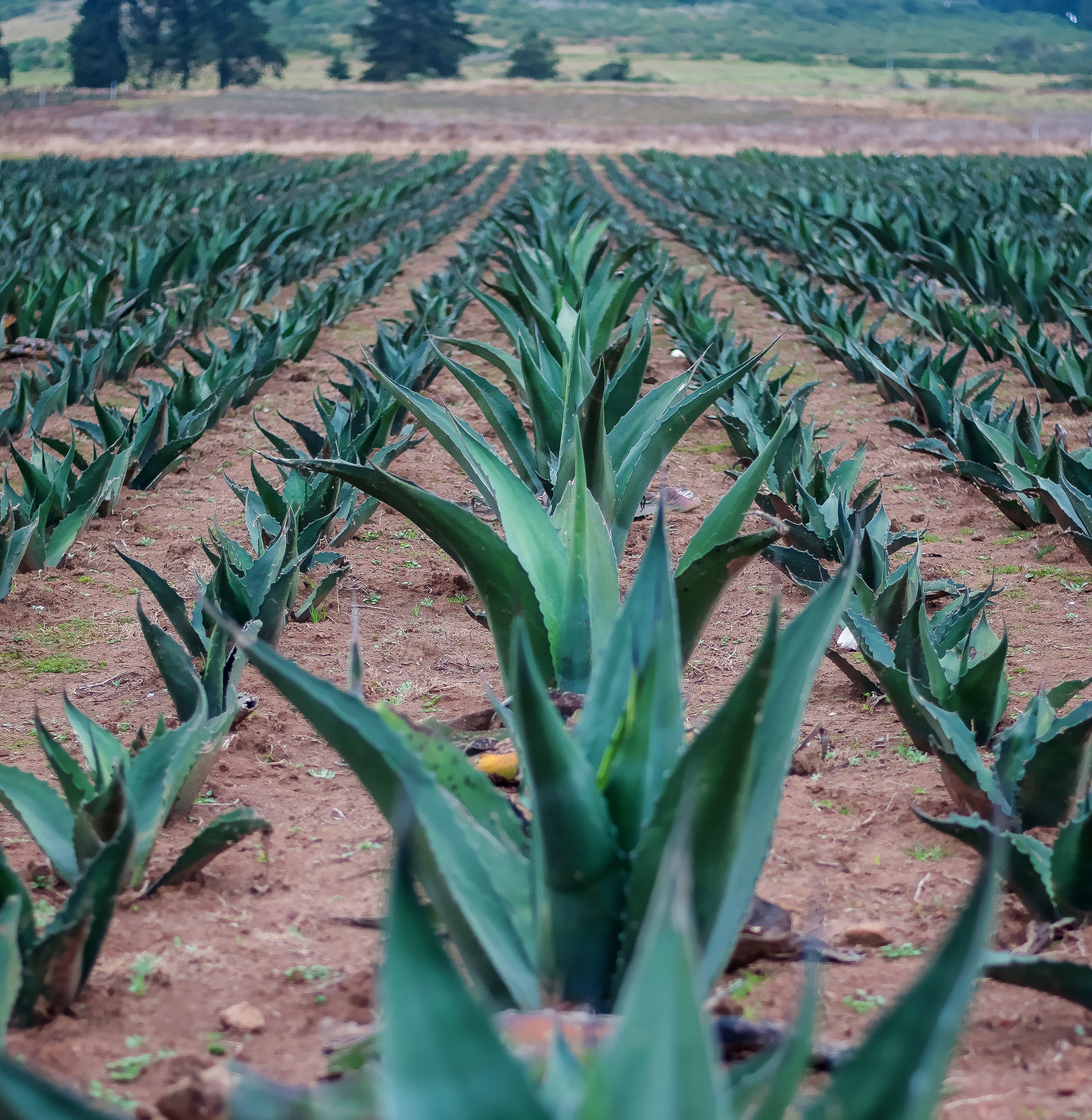
Поле агавы

Собранный сок бочками отправляют в чаны для ферментации (исторически чаны изготавливали из камня и накрывали деревянной крышкой), обычно дубовые, пластиковые или стеклопластиковые, объёмом по 1000 литров. Затем в сок добавляют вызревший пульке (семилья или шанаштли), содержащий бактерии Zymomonas mobilis (также Thermobacterium mobile). Ферментация продолжается от 7 до 14 дней.
Ввиду возможности прокисания сока на любом этапе производство пульке окружено суевериями и ритуалами. Рабочие молились и исполняли религиозные песни, женщин, детей или незнакомцев не пускали в помещение с чанами. Поверья запрещают употреблять во время ферментации рыбные консервы и носить головной убор в помещении, где идёт приготовление напитка. Некоторые рабочие воздерживались в этот период от секса, считая, что иначе пульке скиснет.
Незадолго до достижения максимального брожения пульке отправляют на продажу в бочках, причём его следует употребить довольно быстро, пока оно не испортилось.
Сложный процесс приготовления пульке всегда ограничивал возможности по доставке, а тряска в транспорте ускоряет его порчу. Активное употребление пульке никогда не выходило за пределы центральных высокогорных районов Мексики. В попытке увеличить срок жизни пульке производители начали фасовать его в железные банки. Однако такой пульке теряет характерные нотки вкуса, из-за чего большой популярности он не сыскал. В случае, если проблема транспортировки будет решена, пульке может стать успешным экспортным товаром.

## История

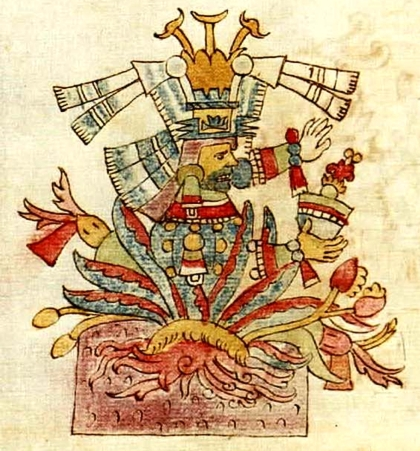
Богиня Майяуаль

Название pulque произошло из языка науатль: ацтеки называли его iztāc octli [ˈistaːk ˈokt͡ɬi] (белый + «октли», то есть то, что сейчас называется пульке), а термин «пульке», вероятно, взят по ошибке из словосочетания octli poliuhqui [ˈokt͡ɬi poˈliwki], то есть «прокисший октли».
Агава издревле использовалась мезоамериканскими народами (её культивируют как минимум с 200 года н. э., однако весьма вероятно, что изобретение напитка относится ко II тысячелетию до н. э.) Из сердцевины изготовляют верёвки и ткани, шипы применяют как кнопки и иглы, а плёнку, покрывающую листья, употребляют в пищу и для производства бумаги. На науатле агава для пульке называется «метль».
В искусстве пульке известно с 200-х годов нашей эры, а первая крупная работа, посвящённая этому напитку, была найдена в Великой пирамиде Чолулы. Ферментация сока может произойти естественным путём, ввиду чего считается, что наиболее вероятная версия изобретения пульке — наблюдение за грызунами, обгладывающими сердцевину агавы, чтобы напиться сока.
Большинство легенд о происхождении пульке повествуют о богине агавы Майяуаль: в частности, сладкий сок из сердцевины агавы отождествляли с её кровью. Божества Сенцон Тоточтин («400 кроликов»), дети Майяуаль, представляют собой эффекты опьянения. По одной из версий, богиню Майяуаль научил варить пульке некто Пантекатль [panˈtekat͡ɬ].
Некоторые легенды сообщают о том, что пульке открыл Опоссум [t͡ɬaˈkʷat͡ʃe], раскопавший середину агавы лапами и нашедший там забродивший сок. Животные спросили опьяневшего Опоссума, как прокладывать русла рек — прямо или искривлёнными. Опоссум ответил, что реки следует делать петляющими, чтобы вода не текла слишком быстро.
Третья версия приписывает создание пульке легендарной тольтекской королеве Шочитль или её отцу (из сладкого сока агавы, присланного в качестве свадебного подарка от жениха).
Народы центральных высокогорных районов Мексики считали пульке ритуальным напитком, его употребляли только на некоторых празднованиях (например, в честь Майяуаль и Мишкоатля). Кроме того, пульке пили жрецы и избранные для жертвоприношения, чтобы увеличить экзальтацию первых и облегчить страдания вторых. В Бурбонском кодексе и других источниках упомянуто употребление пульке знатью и жрецами при праздновании побед. Среди простого народа пульке могли пить только дети, пожилые, а также беременные и кормящие женщины. При этом опьянение считалось тяжким преступлением и сурово каралось, вплоть до смертной казни.

### Колониальный период

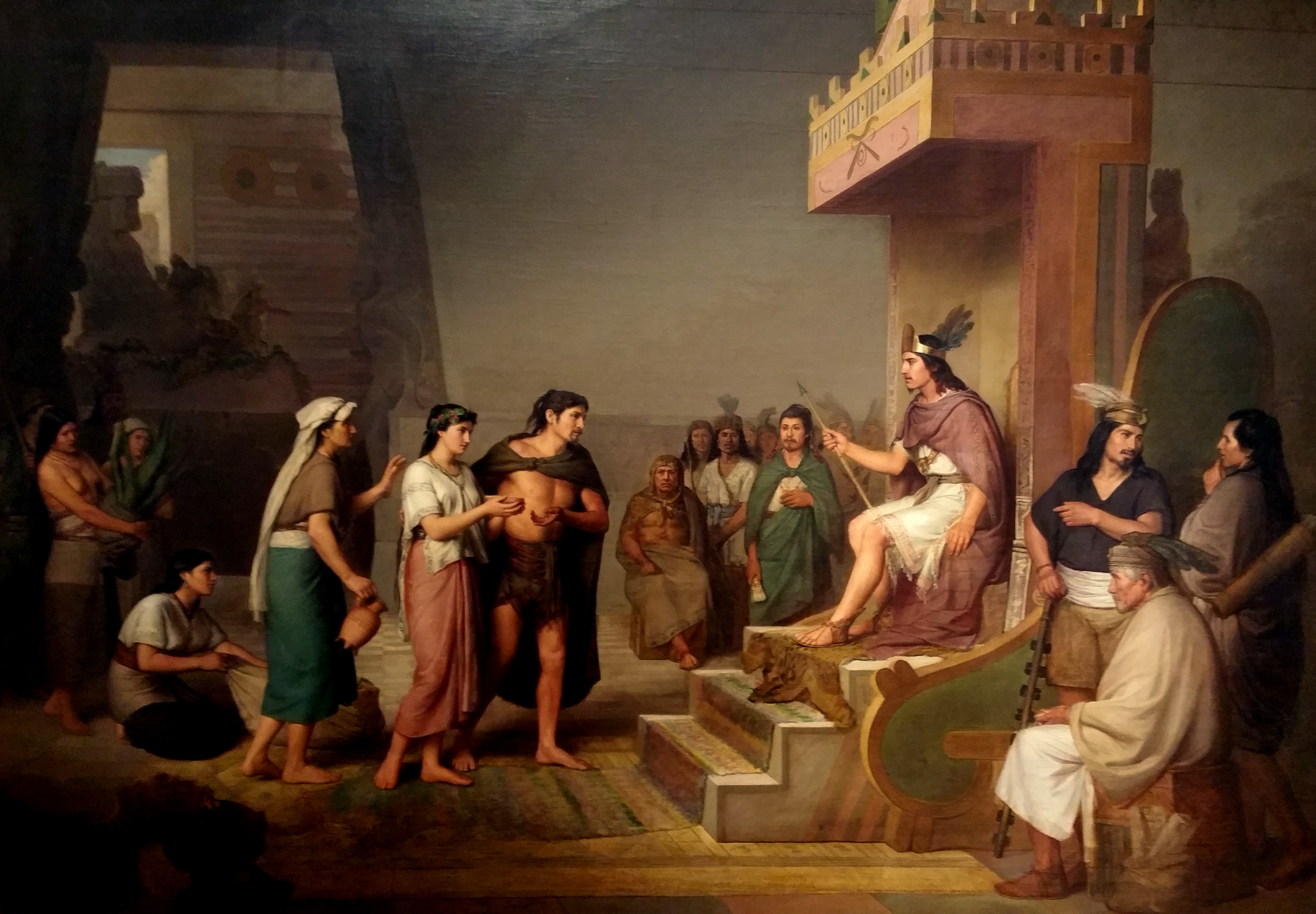
Descubrimiento de pulque

После завоевания испанцами пульке потерял свой статус священного напитка, его стали пить все классы общества, а также испанцы. Изначально никаких контролирующих «октли» правил принято не было, но колониальные власти поощряли употребление пульке среди местного населения и привезённых в Мексику рабов. В испанских и португальских колониях была введена кастовая система. Распространился жанр изобразительного искусства, демонстрирующий представителей той или иной касты с характерными признаками; бутылки пульке сопровождали изображения пьяных индейцев и африканцев.
Пульке стал важным источником налогов, однако к 1672 году бесконтрольное употребление напитка заставило власти принять ограничительные меры: в Мехико разрешалось держать не более 36 пулькерий; они должны были закрываться на закате и не иметь дверей. Продажа еды, музыка, танцы и совместное времяпрепровождение смешанных компаний запрещались. Несмотря на это, пульке продолжал играть важную роль в обществе. С 1799 года производство пульке стало строго контролироваться. В конце XVII века иезуиты начали массовое производство пульке для финансирования собственных институтов, из-за чего пульке из кустарно производимого напитка превратился в коммерческий. В начале войны за независимость Мексики пульке был четвёртым по величине источником налогов.

### Постколониальный период

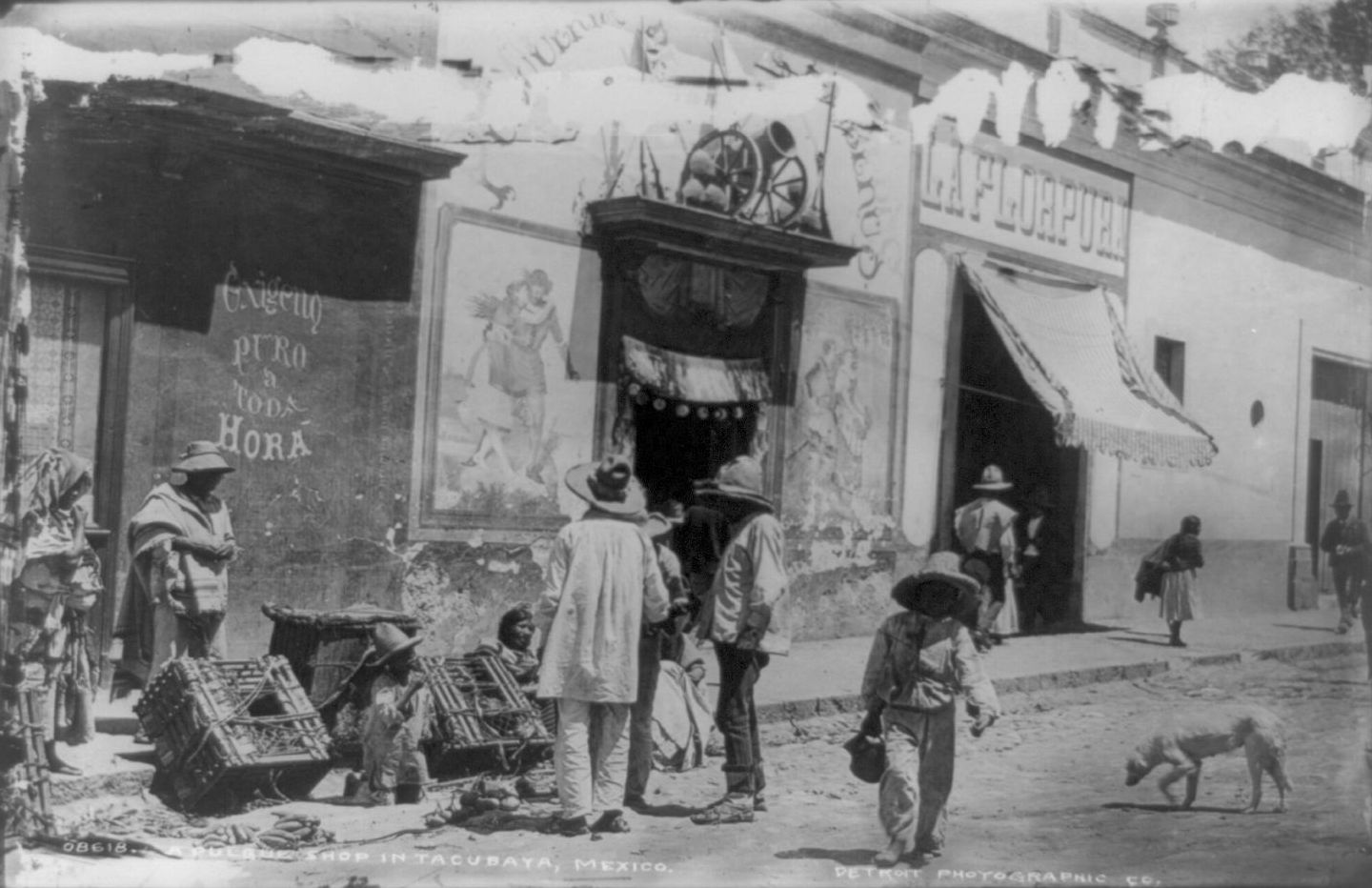
Пулькерия, Мехико (район Такубая), 1880-е годы

Во время борьбы за независимость производство пульке сильно сократилось, и новое правительство приняло собственные законы относительно объёмов производства и стандартов качества. После этого производство вновь выросло вместе с потреблением. Вплоть до 1860-х годах открывались всё новые и новые асьенды, производившие пульке, особенно много в штатах Идальго и Тласкала. Важную роль для пульке сыграло открытие в 1866 первой железной дороги, проведённой между Веракрусом и Мехико. Дорогу вскоре прозвали «Поезд пульке», так как она позволяла ежедневно подвозить в столицу требуемое количество напитка. Штат Идальго сильно разбогател на этой торговле, там появилась «аристократия пульке». Некоторые местные пулькерии в Семпоале и Апане продолжают работать и в XXI веке.
Пик производства пульке был в конце XIX — начале XX века. В 1910 году индустрии был нанесён очередной удар: социальная нестабильность привела к возникновению движения против пульке, в результате которого к 1914 году все асьенды оказались национализированы, а тремя годами позднее была принята новая конституция, перераспределившая земли в пользу бедных. В 1930-х годах правительство Ласаро Карденаса старалось уменьшить употребление алкогольных напитков, устроив кампанию против пульке. Однако наиболее сильным ударом для пульке оказалось появление в Мексике пива. Производители европейского пива напирали на использование для ферментации пульке человеческих или животных экскрементов (на самом деле данная практика давно исчезла к тому времени, и никогда не имела широкого распространения), подчёркивая одновременно гигиеничность и современность своего напитка.
В результате действия всех вышеперечисленных факторов в районе Мехико действуют всего пять пулькерий (вместо 18). Оставшиеся пулькерии имеют небольшие размеры и продают напиток от мелких производителей.
С 1960-х годов начались попытки возрождения популярности пульке.
В 2000-х годах пульке составлял всего 10 % от общего объёма алкогольных напитков, употребляемых в Мексике. Он стал восприниматься как напиток низов, в отличие от европейского пива.
В 1950-х гг. ботаник по имени Эрик Каллен провёл исследование копролитов (окаменевшие человеческие фекалии, найденные в ходе археологических раскопок) и утверждал, что нашёл следы пульке в ископаемых двухтысячелетней давности.

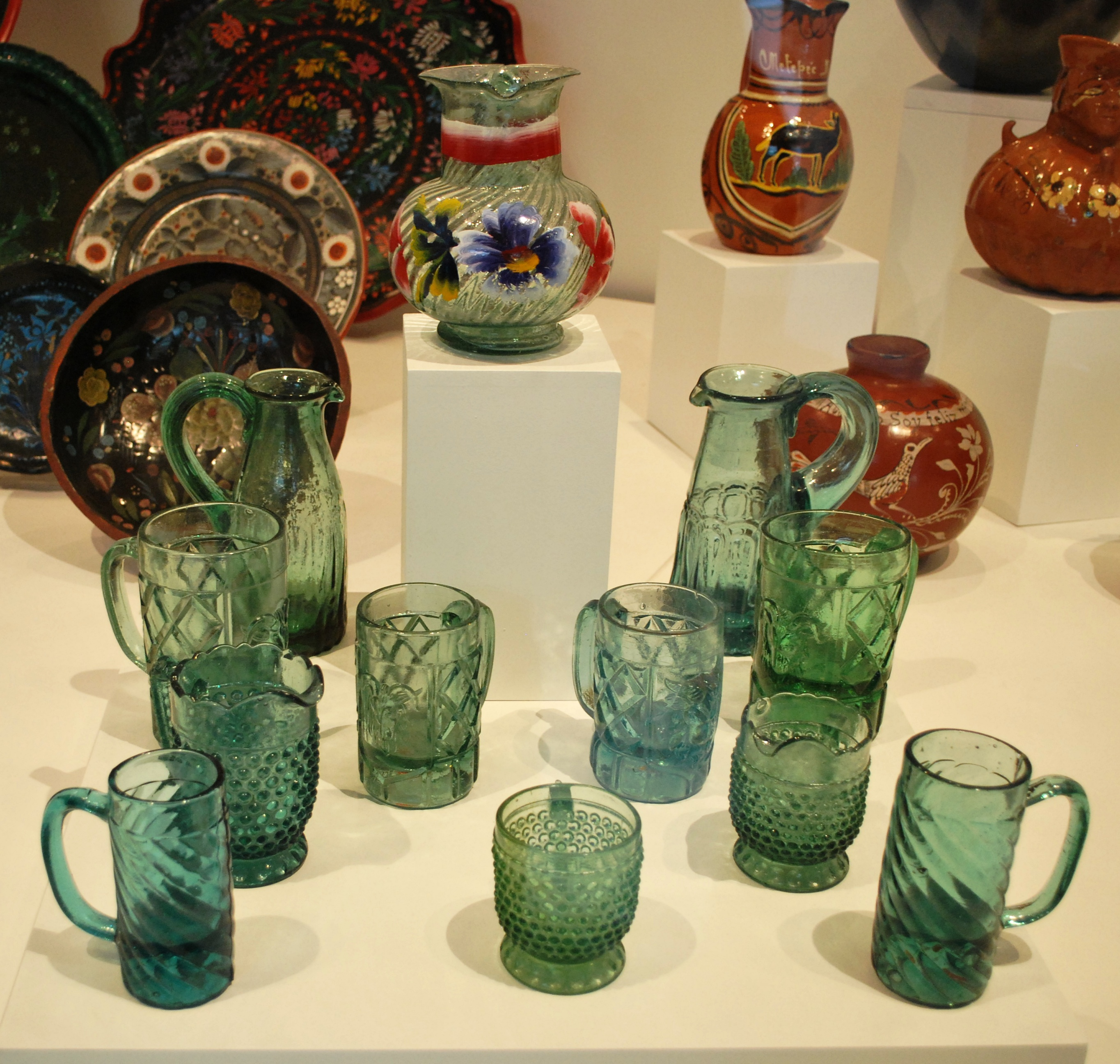
Традиционные стаканы для пульке, ок. 1950. Музей народного искусства, Мехико

## Употребление и влияние на здоровье
По традиции пульке наливают в стаканы прямо из бочек через хикары, представляющие собой половинку тыквы-горлянки. Сосуды для питья имеют особые названия: большие двухлитровые именуются «цветочными горшками» (исп. macetas), литровые — «пушками» (исп. cañones), полулитровые — «козочками» (исп. chivitos), на четверть литра — «франтами» (исп. catrinas), а на восьмушку — «шурупами» (исп. tornillos). По традиции посуду изготовляют из зеленоватого стекла ручной работы. В пульке можно добавлять фрукты или орехи, такой пульке называется curado («вяленый, закалённый»).
О пульке говорят: «Ему не хватает всего одного градуса, чтобы стать мясом» (исп. sólo le falta un grado para ser carne), имея в виду питательную ценность напитка. В пульке содержатся углеводы, витамин C, витамины группы B, D, E, почти все незаменимые аминокислоты, а также такие минералы, как натрий, магний, железо и фосфор. В условиях бедной лизином и триптофаном диеты центральных высокогорий пульке позволял восполнить недостаток этих веществ. Для некоторых мексиканских народов пульке остаётся вторым по важности источником энергии (после тортилий), третьим — протеина и главным — витамина C.